# Martinho Campos
Martinho Campos is een gemeente in de Braziliaanse deelstaat Minas Gerais. De gemeente telt 12.662 inwoners (schatting 2009).

## Aangrenzende gemeenten
De gemeente grenst aan Abaeté, Bom Despacho, Dores do Indaiá, Leandro Ferreira, Pitangui, Pompéu en Quartel Geral.